# Ґрабова (ґміна)
Ґміна Ґрабова (пол. Gmina Grabowa) — колишня (1934—1939 рр.) сільська ґміна Кам'янко-Струмилівського повіту Тарнопольського воєводства Польської республіки (1918—1939) рр. Центром ґміни було село Грабова.

1 серпня 1934 р. було створено ґміну Ґрабова у Кам'янко-Струмилівському повіті. До неї увійшли сільські громади: Адами, Чаниж, Ґрабова, Гута Полонєцка, Мазярня Вавжкова, Соколє (частина), Воліца Деревляньска.

В 1940 р. ґміна ліквідована у зв’язку з утворенням Буського району.